# Jasna Balažević
Jasna Balažević - Beba (Subotica, 14. listopada 1944. – Zagreb, 17. siječnja 2012.) je poznata konzervatorica i arheolog rodom iz zajednice bačkih Hrvata. Bila je viša savjetnica u Upravi za zaštitu kulturnih dobara Ministarstva kulture Republike Hrvatske. Bila je osoba od izuzetna značaja u svojoj struci. Zadnjih 30 godina u Hrvatskoj se bili su nezamislivi brojni operativni poslovi zaštite spomenika kulture, ako ona nije bila prisutna.
Rodila se 1944. godine. Otac joj je iz Tavankuta, mati iz Šenkovca kod Zaprešića. Djetinjstvo je provela u Tavankutu u tradicijskom okruženju na imanju očeve obitelji. Srednju je školu završila u Zagrebu. Pohađala je gimnaziju "Bogdana Ogrizovića" - poznatoj  "V.  muškoj"  u Zagrebu - u prvom djevojačkom razredu. 1963. je upisala arheološku skupinu predmeta na Odsjeku za arheologiju Filozofskog fakulteta Sveučilišta u Zagrebu. Diplomirala je 1969. godine. 
Počela je raditi kao studentica 1964. godine. Prvo je radno mjesto bio ondašnji Zavod za zaštitu spomenika kulture grada Zagreba gdje je radila na poslovima sređivanja i obrade dokumentacije o spomenicima kulture. Kad je diplomirala, radila je kao konzervatorica pripravnica, potom kao konzervatorica-arheolog na poslovima operativne zaštite i dokumentacije spomenika kulture.
1973. je otišla u ondašnji Republički sekretarijat za prosvjetu, kulturu i fizičku kulturu, gdje je radila kao stručna suradnica za zaštitu spomenika kulture u Republičkom fondu za unapređivanje kulturnih djelatnosti. Iste poslove radi na novom mjestu u Stručnoj službi Republičke samoupravne interesne zajednice u oblasti kulture na kojem radi od 1975. godine. 
1990-ih je nakon promjena zakona raspoređena u Zavod za zaštitu spomenika kulture. Ondje je i dalje radila na pripremi i izradi prijedloga programa zaštitnih radova. Kad je postavljena na mjesto više savjetnice u Odjelu za istraživanje i informacijsko-dokumentacijske poslove, radi na uspostavi baze podataka registriranih spomenika kulture te poslije na reviziji Registra kulturnih dobara Republike Hrvatske. Obnašala je dužnost tajnice povjerenstva za registraciju kulturnih dobara i na toj je dužnosti otišla u mirovinu. Sudjelovala je od 1994. do 1997. godine u poslovima popisa i procjene ratne štete na spomenicima kulture. S komisijama je popisivala na terenu, posebice obradivši Baranju i Podunavlje. Obavila je mnoge zadaće neformalne tajnice Posebne republičke komisije za popis i procjenu ratne štete na spomenicima kulture. 
Oporukom je obiteljsko imanje ostavila Hrvatskom kulturno-prosvjetnom društvu "Matija Gubec" u Tavankutu.
Umrla je 2012. godine u Zagrebu. Pokopana je u obiteljskoj grobnici u Tavankutu.

## Vanjske poveznice
- Ministarstvo kulture Republike Hrvatske Načelnica Odjela za arheološku baštinu